# Misaki Itō
Misaki Itō (jap. 伊東美咲 Itō Misaki), prawdziwe nazwisko Tomoko Anzai (jap. 安斉智子 Anzai Tomoko), (ur. 26 maja 1977 w Iwaki) – japońska aktorka oraz modelka.

## Biografia
W 1999 r. Ito stała się wizerunkiem firmy "Asahi" i modelką pod wyłącznym kontraktem z magazynem CanCam. Pojawiła się także w reklamach komputerów Gateway i Choya Umeshu. W 2000 roku Ito zadebiutowała aktorsko w serialu "Love Complex". W 2005 roku zagrała główną rolę w serialu telewizyjnym "Densha Otoko". Pojawia się także w reklamach linii kosmetyków Shiseido MAQUillAGE (wraz z Chiaką Kuriyamą, Ryoko Shinoharą i Yuri Ebiharą), oraz zegarków Seiko, a także linii lotniczej ANA, samochodów marki Mazda, sieci komórkowej  Vodafone w Japonii. Misaki w 2006 roku zagrała również Minami w serialu Sapuri wspólnie z Kazuyą Kamenashim.

### Życie prywatne
Misaki i Yoshinori Enomoto, dyrektor firmy pachinko Kyoraku Sangyo, zarejestrowali swoje małżeństwo 18 listopada 2009 roku. Natomiast ceremona ślubna odbyła się na Hawajach 24 listopada 2009 r. 27 czerwca 2010 r., urodziła córkę. W marcu 2015 r. ogłosiła drugą ciążę. 23 czerwca 2015 r., urodziła syna.

## Filmografia

### TV dramy
- Maison Ikkoku Kanketsuhen (TV Asahi 2008)
- Lotto 6 de San-oku Ni-senman En Ateta Otoko (TV Asahi 2008) (odc.1)
- Edison no Haha (TBS 2008)
- Yama Onna Kabe Onna (Fuji TV 2007)
- Maison Ikkoku (TV Asahi 2007)
- Densha Otoko Deluxe (Fuji TV 2006) jako Aoyama Saori (Hermes)
- Suppli (Fuji TV 2006) jako Fuji Minami
- Kiken na Aneki (Fuji TV 2005) jako Minagawa Hiroko
- Densha Otoko (Fuji TV 2005) jako Aoyama Saori (Hermes)
- Tiger & Dragon (TBS 2005) jako Megumi
- Otouto (TV Asahi 2004)
- HOTMAN 2 (TBS 2004)
- Itoshi Kimi e (Fuji TV 2004)
- Kunimitsu no Matsuri (KTV 2003)
- Ryuuten no ouhi - Saigo no koutei (TV Asahi 2003)
- Tokyo Love Cinema (Fuji TV 2003)
- Blackjack ni Yoroshiku SP (TBS 2003)
- Gokusen SP (NTV 2003) jako Fujiyama Shizuka
- Taiho Shichauzo (TV Asahi 2002)
- Lunch no Joou (Fuji TV 2002)
- Gokusen (NTV 2002) jako Fujiyama Shizuka
- Suiyoubi no Jouji (Fuji TV 2001)
- Beauty 7 (NTV 2001)
- Shin Omizu no Hanamichi (Fuji TV 2001)
- Love Complex (Fuji TV 2000)

### Film
- Life - Tengoku de Kimi ni Aetara (2007)
- Last Love (2007)
- Tsubakiyama: Kachou no Nanoka-kan (2006)
- Damejin (2006)
- Tsuribaka Nisshi 16 (2005)
- Densha Otoko (2005) jako Aoyama Saori (Hermes)
- About Love (2005)
- Inu no Eiga (2005)
- Umineko (2004)
- Face to Face (2004)
- 9 Souls (2003) jako Yurina
- Yomigaeri (2002)
- Klątwa Ju-on (2002) jako Tokunaga Hitomi
- Moho Han (2002)